# الجميع يحب رايموند (مسلسل)
الجميع يحب رايموند مسلسل تلفزيوني أمريكي يعتمد على كوميديا الموقف عرض على قناة هيئة الإذاعة الكولومبية من 13 سبتمبر 1996 حتى 16 مايو 2005 حيث تم تصوير 9 أجزاء منه بواقع 210 حلقات .

## القصة
تدور أحداث المسلسل حول راي بارون الأمريكي ذو الأصول الإيطالية الذي يعمل صحافيا رياضيا ويسكن في قرية لينبروك في منطقة لونغ آيلاند بمدينة نيويورك . تمتاز شخصية راي بعدم الجدية طوال الوقت ومطلقا العديد من النكات مهما كانت المشكلة التي يعاني منها . راي متزوج من ديبرا ومعهما ابنتهما ألي والتوأم مايكل غيوفري . وفي صدفة عجيبة فإن والد راي فرانك ووالدته ماري ومعهما أخيه الأكبر روبرت يسكنان في البيت المقابل لبيته . والثلاثة دائمي الزيارة إلى منزل راي ودوما تقوم ماري بانتقاد أي عمل تقوم به ديبرا مما يسبب الانزعاج منها وكذلك تقوم بتفضيل وتدليل راي على حساب روبرت مما يشعر الأخير بالغيرة الشديدة منه . أما الأب فرانك فهو جندي سابق ولا يحب التعبير عن مشاعره ودوما يهين الآخرين .
وهو مضحك جدا

## الشخصيات
| الممثل(ة)      | الشخصية      | عدد الحلقات |
| راي رومانو     | راي بارون    | 210         |
| دوريس روبرتس   | ماري بارون   | 210         |
| باتريسيا هيتون | ديبرا بارون  | 209         |
| براد غاريت     | روبرت بارون  | 207         |
| بيتر بويل      | فرانك بارون  | 203         |
| ماديلين سويتن  | ألي بارون    | 145         |
| سوير سويتن     | غيوفري بارون | 132         |
| سوليفان سويتن  | مايكل بارون  | 132         |
| مونيكا هوران   | أمي بارون    | 66          |
| جون مانفريلوتي | جياني        | 24          |
| -------------- | ------------ | ----------- |

## جوائز المسلسل
| السنة | المهرجان                                  | الجائزة                                                  | الحاصل عليها   |
| 1998  | مهرجان الفنانين الصغار                    | أفضل ممثلة طفلة أقل من 10 سنوات في مسلسل تلفزيوني كوميدي | ماديلين سويتن  |
| 1998  | مهرجان مشاهدي الجودة التلفزيوني           | أفضل ممثلة مساندة في مسلسل كوميدي ذو جودة عالية          | دوريس روبرتس   |
| 1999  | مهرجان رابطة النقاد التلفزيونيون          | أفضل ممثل كوميدي                                         | راي رومانو     |
| 1999  | المهرجان الأمريكي للكوميديا               | أظرف ممثلة مساندة في مسلسل تلفزيوني                      | دوريس روبرتس   |
| 2000  | مهرجان العائلة التلفزيوني                 | أفضل مسلسل تلفزيوني كوميدي عائلي                         | المسلسل        |
| 2000  | المهرجان الأمريكي للكوميديا               | أظرف ممثل رئيسي في مسلسل تلفزيوني                        | راي رومانو     |
| 2000  | مهرجان أسكاب للأفلام والتلفزيون والموسيقى | أفضل مسلسل                                               | المسلسل        |
| 2000  | مهرجان إيمي                               | أفضل ممثلة رئيسية في مسلسل كوميدي                        | باتريسيا هيتون |
| 2000  | مهرجان دليل التلفزيون                     | أفضل مسلسل تلفزيوني                                      | المسلسل        |
| 2000  | مهرجان مشاهدي الجودة التلفزيوني           | أفضل ممثل في مسلسل كوميدي ذو جودة عالية                  | راي رومانو     |
| 2000  | مهرجان مشاهدي الجودة التلفزيوني           | أفضل ممثلة في مسلسل كوميدي ذو جودة عالية                 | باتريسيا هيتون |
| 2000  | مهرجان مشاهدي الجودة التلفزيوني           | أفضل مسلسل كوميدي ذو جودة عالية                          | المسلسل        |
| 2000  | مهرجان مشاهدي الجودة التلفزيوني           | أفضل ممثلة مساندة في مسلسل كوميدي ذو جودة عالية          | دوريس روبرتس   |
| 2001  | مهرجان دليل التلفزيون                     | أفضل ممثل في مسلسل كوميدي                                | راي رومانو     |
| 2001  | مهرجان دليل التلفزيون                     | أفضل مسلسل كوميدي                                        | مسلسل كوميدي   |
| 2001  | مهرجان دليل التلفزيون                     | أفضل ممثلة مساندة في مسلسل كوميدي                        | دوريس روبرتس   |
| 2001  | مهرجان إيمي                               | أفضل ممثلة رئيسية في مسلسل كوميدي                        | باتريسيا هيتون |
| 2001  | مهرجان إيمي                               | أفضل صوت لمسلسل مصور من عدة كاميرات                      | برينتلي والتون |
| 2001  | مهرجان إيمي                               | أفضل ممثلة مساندة في مسلسل كوميدي                        | دوريس روبرتس   |
| 2001  | المهرجان الأمريكي للكوميديا               | أظرف مسلسل تلفزيوني                                      | المسلسل        |
| 2001  | مهرجان أسكاب للأفلام والتلفزيون والموسيقى | أفضل مسلسل                                               | المسلسل        |
| 2002  | مهرجان نقابة المؤلفين الأمريكية           | أفضل مؤلف كوميدي                                         | فيليب روزينتال |
| 2002  | مهرجان أسكاب للأفلام والتلفزيون والموسيقى | أفضل مسلسل                                               | المسلسل        |
| 2002  | مهرجان إيمي                               | أفضل ممثل رئيسي في مسلسل كوميدي                          | راي رومانو     |
| 2002  | مهرجان إيمي                               | أفضل ممثل مساند في مسلسل كوميدي                          | براد غاريت     |
| 2002  | مهرجان إيمي                               | أفضل ممثلة مساندة في مسلسل كوميدي                        | دوريس روبرتس   |
| 2003  | مهرجان ساتالايت                           | أفضل ممثلة مساندة في مسلسل كوميدي/موسيقي                 | دوريس روبرتس   |
| 2003  | مهرجان نقابة الممثلين                     | أفضل مسلسل كوميدي                                        | المسلسل        |
| 2003  | مهرجان إيمي                               | أفضل مسلسل                                               | المسلسل        |
| 2003  | مهرجان إيمي                               | أفضل صوت لمسلسل مصور من عدة كاميرات                      | برينتلي والتون |
| 2003  | مهرجان إيمي                               | أفضل ممثل مساند في مسلسل كوميدي                          | براد غاريت     |
| 2003  | مهرجان إيمي                               | أفضل ممثلة مساندة في مسلسل كوميدي                        | دوريس روبرتس   |
| 2003  | مهرجان إيمي                               | أفضل مؤلف                                                | توكر كاولي     |
| 2003  | مهرجان أسكاب للأفلام والتلفزيون والموسيقى | أفضل مسلسل                                               | المسلسل        |
| 2004  | مهرجان جينيسيس                            | أفضل مسلسل تلفزيوني كوميدي                               | المسلسل        |
| 2004  | مهرجان أسكاب للأفلام والتلفزيون والموسيقى | أفضل مسلسل                                               | المسلسل        |
| 2005  | مهرجان إيمي                               | أفضل مسلسل                                               | المسلسل        |
| 2005  | مهرجان إيمي                               | أفضل ممثل مساند في مسلسل كوميدي                          | براد غاريت     |
| 2005  | مهرجان إيمي                               | أفضل ممثلة مساندة في مسلسل كوميدي                        | دوريس روبرتس   |
| 2005  | مهرجان أسكاب للأفلام والتلفزيون والموسيقى | أفضل مسلسل                                               | المسلسل        |
| 2006  | مهرجان أسكاب للأفلام والتلفزيون والموسيقى | أفضل مسلسل                                               | المسلسل        |
| 2006  | مهرجان غريسي ألين                         | أفضل ممثلة مساندة في مسلسل كوميدي                        | مونيكا هوران   |
| 2006  | مهرجان خيارات قراء مجلة الناس الأمريكية   | أفضل مسلسل تلفزيوني كوميدي                               | المسلسل        |
| 2006  | مهرجان بريسم                              | أفضل أداء في مسلسل تلفزيوني كوميدي                       | جورجيا إنغل    |
| ----- | ----------------------------------------- | -------------------------------------------------------- | -------------- |

## وصلات خارجية
- الجميع يحب رايموند على موقع IMDb (الإنجليزية)
- الجميع يحب رايموند على موقع ميتاكريتيك (الإنجليزية)
- الجميع يحب رايموند على موقع الموسوعة البريطانية (الإنجليزية)
- الجميع يحب رايموند على موقع روتن توميتوز (الإنجليزية)
- الجميع يحب رايموند على موقع أول موفي (الإنجليزية)
- الجميع يحب رايموند على موقع فيلمافينيتي (الإسبانية)
- الجميع يحب رايموند على موقع كينوبويسك (الروسية)
- الجميع يحب رايموند على موقع ألو سيني (الفرنسية)
- الجميع يحب رايموند على موقع قاعدة بيانات الفيلم (الإنجليزية)